# Toms nachtelijk avontuur
Toms nachtelijk avontuur (Engels: Tom's Midnight Garden) is een kinderboek van de Britse schrijfster Philippa Pearce. De originele Engelse uitgave werd voor het eerst gepubliceerd in 1958 door Oxford University Press met illustraties van Susan Einzig. Nog in dat jaar ontving het de prestigieuze Carnegie Medal. Het boek wordt gezien als een meesterwerk van de Engelse kinder- en jeugdliteratuur. Het is vele malen herdrukt en vertaald in verschillende talen.
Ook is het bewerkt voor radio, televisie, film en theater.

## Samenvatting
Wanneer Tom Long's broer Peter de mazelen krijgt, wordt Tom naar oom Alan en tante Gwen gestuurd om daar te logeren. Zij wonen in een bovenwoning van een voormalig landhuis, midden in een wijk met moderne huizen. De oudere en teruggetrokken eigenaresse van het huis, mevrouw Bartholomew, woont boven hen. Om niemand te besmetten, mag Tom niet buiten spelen. Overdag verveelt hij zich. 's Nachts ligt hij onrustig wakker en telt de slagen van de oude staande klok beneden in de hal. Vreemd genoeg telt hij na middernacht 13 slagen. 
Hij sluipt in zijn pyjama naar beneden om op onderzoek uit te gaan. Als hij de achterdeur van de hal opent om meer licht te krijgen, staat hij voor een grote zonovergoten tuin. Waarom hebben zijn oom en tante dit voor hem geheim gehouden? Tom gaat op verkenning in de tuin. Daar ontmoet hij een meisje dat Hatty heet en dat in hetzelfde huis woont als zijn oom en tante. 
Hatty laat hem alles in de tuin zien en ze spelen samen.
Elke nacht, als de klok 13 slaat, gaat Tom terug naar de tuin. Tom ziet Hatty's familie van tijd tot tijd, maar alleen Hatty (en zoals later in het boek blijkt, de tuinman) ziet hem. De anderen denken dat ze alleen aan het spelen is. Tom ontdekt dat hij door deuren en muren kan lopen en dat hij zich niet bezeert als hij uit een boom valt. Hatty denkt daarom dat hij een geest is.
Tom schrijft dagelijks verslagen aan zijn broer Peter, die de avonturen volgt tijdens zijn herstel. Tom's broer herstelt, maar Tom probeert nu zijn terugkeer naar huis uit te stellen, tot grote verbazing van zijn oom en tante. Tijdens Tom's nachtelijke bezoeken is Hatty soms jonger, soms ouder, maar naarmate het verhaal vordert ontwikkelt ze zich langzaam tot een jonge vrouw. Ook de seizoenen veranderen bij elk bezoek. Uiteindelijk is Hatty volwassen en krijgt ze het hof gemaakt door een kennis van haar met de bijnaam 'Barty'. Tijdens hun gezamenlijke avonturen realiseert Tom zich geleidelijk dat deze zich afspelen in het Victoriaanse tijdperk.
Kort voordat hij naar huis terugkeert, heeft hij zijn laatste ontmoeting met Hatty. Het is nu winter en ze gaan schaatsen op de bevroren rivier de Cam. Omdat Tom zelf geen schaatsen heeft, had hij haar bij zijn vorige bezoek opgedragen haar schaatsen, als ze oud zijn, in de kast in zijn kamer te verstoppen. Op die manier hebben ze dezelfde schaatsen, de zijne zijn alleen ouder. In de laatste nacht voordat Tom weer naar huis moet, gaat hij naar beneden om te ontdekken dat de tuin er niet meer is. Hij staat op een binnenplaats en stoot daar een vuilnisbak om. Door het lawaai worden enkele bewoners wakker. Wanhopig roept hij Hatty's naam, tot oom Alan hem daar vindt en de 'slaapwandelaar' in bed stopt.
De volgende morgen, vraagt mevrouw Bartholomew naar Tom. Om haar zijn excuses aan te bieden, zoals Tom vermoedt. Bij haar in de kamer onthult ze echter dat ze Hatty is; ze had hem 's nachts naar haar horen roepen. Als tante Gwen Tom naar huis wil brengen, verbaast ze zich over de vreemde manier waarop Tom afscheid neemt van mevrouw Bartholomew. Hij omhelst haar alsof ze een jong meisje is.

## Geschiedenis
Aan het eind van de jaren 1950 moest het Mill House in Great Shelford, waar Pearce was opgegroeid, worden verkocht (Pearce woonde later weer in Great Shelford, net tegenover het Mill House). Pearce was bang dat het huis zou worden afgebroken en de tuin daarbij zou worden vernield. Ze dwaalde door de tuin en maakte aantekeningen van alles wat daar groeide. Daarna schreef zij Tom's Midnight Garden, waarin ze de verhalen van haar vader over zijn jeugd verwerkte. Hij was even oud als Hatty toen hij in de winter van 1894/95 op de rivier de Cam van Cambridge naar Ely schaatste. Tom en Hatty maken in het boek dezelfde schaatstocht. Cambridge wordt in het hele boek fictief voorgesteld als Castleford.

## Televisie, film en toneel
De BBC verfilmde het boek drie keer, in 1968, 1974 en 1988 (eerste uitzending in 1989). Een film met Anthony Way in de hoofdrol werd geproduceerd door Hyperion Pictures in 1999. In 2000 bewerkte David Wood het boek voor het toneel.